# Chelonus pedator
Chelonus pedator är en stekelart som beskrevs av Anders Gustav Dahlbom 1833. Chelonus pedator ingår i släktet Chelonus och familjen bracksteklar. Arten är reproducerande i Sverige. Inga underarter finns listade i Catalogue of Life.